# Parque nacional Desierto del Carmen
El parque nacional Desierto del Carmen es un Parque nacional de los Estados Unidos Mexicanos, ubicado en el municipio de Tenancingo, Estado de México. Fue declarado como Parque nacional el 10 de octubre de 1942.
Este parque alberga al convento del Santo Desierto, construido por la orden de los Carmelitas Descalzos en el siglo XVIII. Existen además el Cristo de las Siete Suertes de tamaño natural y tallado en madera, así como la Cámara de los Secretos que es una estancia con bóveda de cañón con efectos acústicos. El lugar fue llamado desierto por ser un lugar de retiro.
Se localiza en la provincia fisiográfica del Sistema Neovolcanico Transversal. Abarca gran parte de la Sierra del Carmen cercana a la ciudad  de Tenancingo de Degollado, dentro de esta, existen miradores naturales como el Balcón del Diablo y el Balcón de San Miguel, desde los cuales se pueden observar los Valles de Tenancingo y Malinalco. Desde la meseta en donde se encuentra el convento se contempla al volcán Nevado de Toluca.

## Biodiversidad
De acuerdo al Sistema Nacional de Información sobre Biodiversidad de la Comisión Nacional para el Conocimiento y Uso de la Biodiversidad (CONABIO) en el Parque Nacional Desierto del Carmen o de Nixcongo habitan más de 90 especies de plantas y animales de las cuales 1 se encuentran dentro de alguna categoría de riesgo de la Norma Oficial Mexicana NOM-059  y 5 son exóticas,

## Historia de la fundación del Convento del Santo Desierto
Después de habitar por casi dos siglos el Desierto de Cuajimalpa, los carmelitas se cansaron del sitio y quisieron trasladarse a otro lugar más alejado, construyendo un edificio nuevo. En el capítulo provincial de 1870 se decidió el traslado, escogiéndose para nuevo asiento los montes de Nixcongo que, junto con la Hacienda de Tenería, eran propiedad del convento del Carmen de Toluca.
Entre la razones expuestas por los frailes para justificar el traslado, decían que el de Cuajimalpa no servía ya para los fines
eremíticos, porque a despecho de la barda y de las excomuniones, los indios de los pueblos vecinos lo allanaban tranquilamente, perturbando a sus moradores.
Tomada la decisión las autoridades religiosas hicieron sus gestiones para obtener la licencia, pero el real Gobierno no estaba
muy anuente en autorizar la nueva fundación. Las propiedades de los religiosos eran muy grandes y cada nueva fundación parecía
implicar una substracción al poder real. Además un Desierto no era un convento cualquiera, pues mientras el segundo representaba
una superficie mensurable en varas, el primero tenía que medirse en leguas.
Los carmelitas ofrecían al Real Gobierno hacerle cesión de todo el Yermo de Cuajimalpa, con todo y construcciones, a cambio de la
licencia y de alguna ayuda económica. Y ciertamente no era poco lo que ofrecían, porque de acuerdo con un avalúo practicado por el
ingeniero militar Miguel Contansó, tan solo el terreno y la cerca pasaban de $47,200, sin entrar en esta cuenta la madera del bosque ni el monasterio. Los religiosos hacían notar lo ventajoso que sería para el gobierno tener una reserva tan grande de madera cerca de la fábrica de pólvora que se construía en Santa Fe.
Pero el fiscal de la  Real Hacienda, que algo sabía de los pleitos originados en 1605 con motivo de la fundación, exigió como requisito que los frailes exhibieran sus títulos para acreditar su capacidad de enajenar el inmueble (Báez, 1981: 25).
La Real Cédula fue dada en San Lorenzo el Real, en 21 de noviembre de 1796, autorizando a la provincia de San Alberto a
construir su nueva casa en los montes de Nixcongo.
Otra discusión surgió sobre si debía o no cercarse el Desierto, porque se pensaba en la enorme cantidad de varas cuadradas que
quedarían substraídas al uso común, pero los religiosos argumentaron justificadamente que sin la barda no se podrían proteger ni la seguridad ni el retiro de sus moradores. Así lo entendió el gobierno y solamente les pidió, como un requisito, que no cercaran más espacio que el necesario para el esparcimiento y la clausura, que de ninguna manera podría ser siquiera igual al que habían tenido en Santa Fe. Efectivamente, basándose en las medidas proporcionadas por Costansó, el desierto de Cuajimalpa había alcanzado un área de una y media leguas cuadradas, mientras que el de Tenancingo se redujo a solo una (Ibid: 26).
Existe un oficio del virrey Branciforte, de fecha 22 de agosto de 1797, en el que advertía a los carmelitas que debían avisarle la fecha en que iban a iniciar la edificación de su nuevo convento. En respuesta, el padre Valentín de la Madre de Dios, provincial en turno, le remitió una carta fechada el 18 de octubre de 1797, informándole que se había practicado el reconocimiento del terreno por el director de Arquitectura de la Real Academia de San Carlos, don José Antonio González Velázquez, y que ya el lugar se estaba remontando y aplanando. Agregaba que, a juicio de peritos, podría colocarse la primera piedra entre el 20 y el 24 del próximo noviembre. Se pedía asimismo la intervención del Virrey para conseguir que Velázquez dirigiera la obra, visitándola cuando menos cada dos meses, por las muchas ocupaciones que tenía.
Seguramente se inició la fábrica en la fecha prevista y bajo la dirección de Velázquez, porque en un pedimento del fiscal de lo civil fechado el 4 de febrero de 1798 se hace mención del nuevo convento en el paraje de Nixcongo, donde está construyéndose a la dirección de don Antonio Velázquez.. Se concluyó unos tres años después, según una inscripción que existe al lado derecho del presbítero que dice: Fue la dedicación de esta iglesia y convento y se colocó al Santísimo Sacramento el año de 1801, a 13 de febrero.
La dirección de Velázquez en el ramo de la arquitectura coincidía con la etapa más intransigente de la reacción neoclásica contra el barroco, y así el convento de Tenancingo tenía que resultar una obra neoclásica, pero sin olvidar las peculiaridades de la arquitectura propia de los santos yermos (Báez: 27).
Si se prescinde de los jardines y la hospedería, que son los elementos más ajenos a la comunidad, encontramos una planta inscrita dentro de un gran cuadrado. Las celdas y los refectorios, adosados al muro exterior, forman un cuadrado que se separa del resto de las construcciones integradas en otro cuadrado menor, quedando ambos cuadrados separados por cuatro largos pasillos que corren por los cuatro puntos cardinales (Ibid: 27-28).
Acodados al presbiterio, quedan dos relicarios. En la puerta que da a la izquierda se recuerda al fundador y benefactor Melchor de Cuéllar, muerto el 23 de enero de 1633. Sus cenizas están depositadas en la cornisa y su estatua orante bajo el arcosolio. Le hacen fondo, en el tímpano, recuadros con florones de oro. Se aclara que el monasterio estuvo abandonado durante casi un siglo, desde 1854, con motivo de la exclaustración, hasta 1951 cuando volvió a instalarse la comunidad religiosa. Los estragos que el abandono ocasionó se han ido reparando hasta donde sea posible (Ibid: 29).

## El Concepto delSanto Desiertoo Yermo
En la visión de los Yermos se transparentan los conceptos de naturaleza y jardín, y en cuanto a que son espacios cerrados por
un muro evocan la idea del hortus conclusus y el jardín edénico. En efecto, los Santos Desiertos parecen situarse al final de la larga evolución del mito sostenido en varias religiones sobre un Edén o supuesto paraíso. Para el cristianismo ese recuerdo comporta igualmente el remordimiento de haberlo perdido por el pecado, de donde el hombre habrá de intentar constantemente una reconciliación con la naturaleza, imagen de ese jardín, como una fórmula homeopática para recuperar el paraíso, bien sea santificándola en el tema de Cristo que se aparece en un vergel a la Magdalena, o bien reduciéndola a la arquitectura de un monasterio, como son los yermos, que al fin y al cabo todos los conventos son imágenes del cielo. El paraíso o jardín edénico es representado como un espacio cerrado y circular (Báez: 31).
Los Santos Desiertos, como espacio cerrado y sacralizado, evocan esa idea del hortus conclusus. El muro que rodea esta clase de conventos —cuando menos los de la Nueva España— cumple la función de impedir a los seglares el entrar en ese espacio reservado a los carmelitas, que son orden contemplativa; pero bajo esta razón más bien formal subsiste el símbolo del muro que separa la naturaleza ideal y edénica, reservada solamente a ciertas clases, del mundo exterior de todos los hombres. En otros idiomas, como garden o garten, el jardín permanece relacionado con clausura o guarda. A esto se debe que al trasladarse el monasterio de Cuajimalpa a Tenancingo, contra la oposición de los pueblos vecinos que no querían que se bardeara, los religiosos defenderían tenazmente el derecho a su muro, hasta finalmente ganarlo (Ibid: 32-33).
El jardín cuidadosamente cultivado, con sus árboles frutales, sus avecillas, su tapete de flores y la fuentecilla que simboliza la vida, como se ve en las pinturas relativas al jardín de la Virgen, tiene su eco en los jardines tan esmeradamente cuidados como el de Cuajimalpa, con su anagramas de tomillo y florecillas, y no es casualidad que en este ejercicio de la jardinería y por añadidura de la horticultura fueran los carmelitas la Orden más acreditada y que su gran tratadista Andrés de San Miguel hubiera dedicado su último capítulo de su obra al cultivo de los duraznos priscos y melocotónes (Ibid: 33).
El hortus conclusus es el alma en estado contemplativo. Pero el Santo Desierto es también una imagen del hortus conclusus en
su sentido de jardín edénico, como espacio cerrado destinado únicamente a los ermitaños que lo habitan como si fuera, por encima
del mundo, un paraíso de anacoretas (Ibid: 34).
Se diría que todo monasterio es casa de meditación, pero en ninguno como en los Santos Desiertos puede el alma dentro de su
vallado huerto, recogerse en sí misma y en trance de contemplación abrasarse de amor con el divino esposo (Ibid: 42).
Como todo convento es imagen del cielo, con una sencilla reflexión hallaremos en ese cielo, en esas flores y en ese vaso esmaltado
la mística imagen de los Yermos y sus ermitaños (Báez: 46-47).
En la belleza natural de los Desiertos se percibe el mismo aliento que insufló la poesía mística, como si de igual incienso hubieran aspirado los poetas y los fundadores de los monasterios. El mundo natural devela entonces su armónico y divino simbolismo: En los valles y en los montes se descubre la presencia del Esposo; el agua que fluye de los manantiales es como la fe, porque es como el cristal clara y limpia. El aire que se mueve entre los árboles es murmullo de silbos amorosos evocados en las canciones espirituales como callada música y soledad sonora, y las veredas cobran vida espiritual porque así como conducen
de la ermita al misteriosos bosque, así llevan de la meditación a los grandes misterios de Dios (Ibid: 55).